# The Meaning of Tingo
 (mars 2017).
Si vous disposez d'ouvrages ou d'articles de référence ou si vous connaissez des sites web de qualité traitant du thème abordé ici, merci de compléter l'article en donnant les références utiles à sa vérifiabilité et en les liant à la section « Notes et références ».
The Meaning of Tingo est un livre d'Adam Jacot de Boinod publié début 2006 sous forme de dictionnaire.
L'auteur, britannique, employé à rédiger des questions pour des jeux radiophoniques de la BBC, s'est intéressé à tous les mots propres à une seule culture, utilisés pour une situation bien précise. 
Ce dictionnaire de curiosités linguistiques se décompose en de nombreux thèmes qui se réfèrent à une situation de la vie courante : l'amour, les manies des gens, les descriptions physiques... ainsi il nous fait part de nombreux mots comme ce mot en japonais qui explique qu'une femme est belle vue de dos mais pas de face, ou encore il nous donne 50 manières pour décrire une moustache : en marteau, à la Salvador Dalí, en pointe, touffue...
Pour réaliser ce dictionnaire de curiosités, l'auteur a passé plus d'un an à chercher dans 280 dictionnaires et sites internet et même à contacter des ambassadeurs pour vérifier l'emploi de certains mots. Selon l'auteur, c'est à travers les mots que l'on découvre une culture.